# 九州マクセル赤煉瓦記念館
九州マクセル赤煉瓦記念館（きゅうしゅうまくせるあかれんがきねんかん）（旧三菱方城炭礦抗務工作室）は、福岡県田川郡福智町伊方にある産業遺産。九州日立マクセル（現マクセル株式会社）の工場敷地にある赤煉瓦の建物で、福智町に現存する数少ない炭鉱遺産のひとつである。

## 概要
1904年（明治37年）頃、三菱方城炭鉱坑務工作室として建設された。1962年（昭和37年）三菱方城炭鉱が閉山し、1970年（昭和45年）7月1日に九州日立マクセル株式会社が創業した後、工作室は事務所として使われることになった。1997年（平成9年）9月3日に国の登録有形文化財に登録され、その後2007年（平成19年）には経済産業省により「近代化産業遺産」にも認定された。現在は、建物内部は1階が同社製品展示室、2階が喫茶店として利用されている。

## 建物の特徴
床面積約300平方メートル。1904年にドイツ人技師指導の下建築された、欧米の炭鉱事務所をモデルとしたモダンな外観のレンガ造り。2階建てでありながら、通りに面した一部が3階建てのように見える点が特徴で、建設当初は同炭鉱の扇風機室として利用されていた。使用されたレンガは炭鉱開発のために特別に焼かれたものと言われている。
三菱鉱業所によって製作された品質の高いこの赤レンガ壁は、1914年12月15日の方城炭鉱大爆発や2005年3月の福岡沖地震でも崩壊しない堅剛さを持つ。外観を覆うツタは四季折々の表情を見せ、装飾性を付与している。2階の天井を取り払ってむき出しになっている鉄骨は、ボルトやナットを使わないリベット固定手法で組み立てられており、戦艦大和で用いられたのと同じ手法の構造を見ることができる。

## 交通アクセス
- 平成筑豊鉄道伊田線金田駅より徒歩22分（1.8km）
- 九州自動車道鞍手インターチェンジより16km、東九州自動車道行橋インターチェンジより19km。